# Joseph-Bruno Guigues

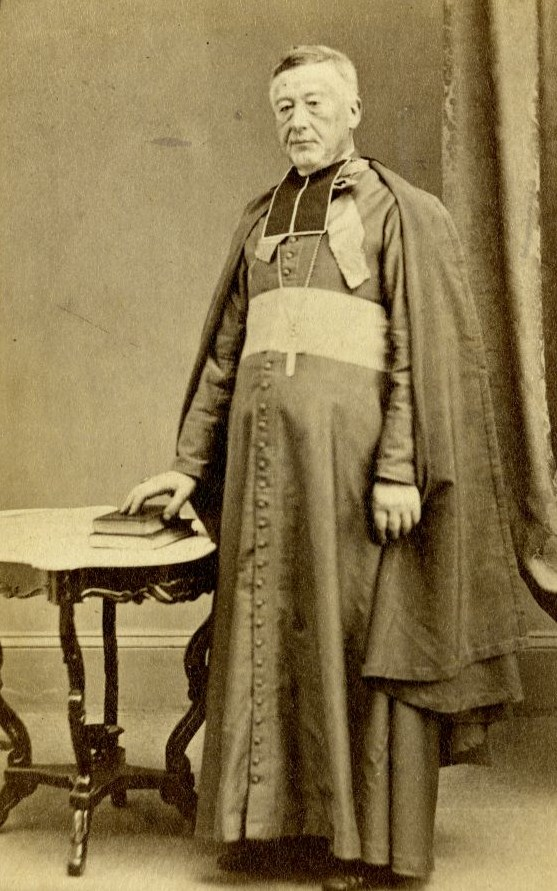
Bischof Joseph-Bruno Guigues (1865)

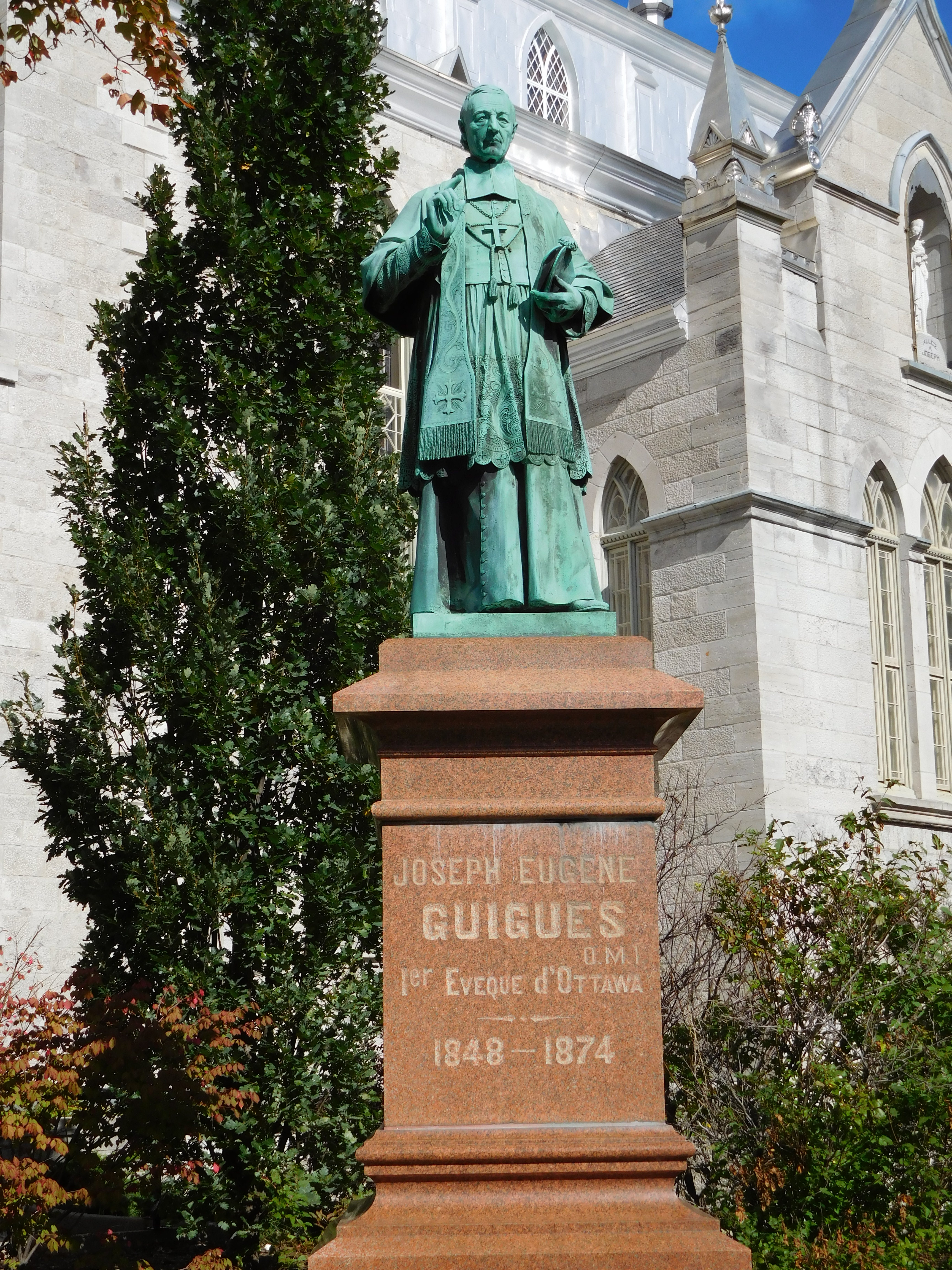
Statue von Bischof Joseph-Bruno Guigues vor der Kathedrale von Ottawa

Joseph-Eugène-Bruno Guigues OMI (* 26. August 1805 in La Garde, Frankreich; † 8. Februar 1874 in Ottawa, Kanada) war ein französischer Geistlicher und römisch-katholischer Bischof von Ottawa.

## Leben
Joseph-Bruno Guigues trat am 2. August 1821 der Ordensgemeinschaft der Oblaten der Unbefleckten Jungfrau Maria bei und legte am 4. November 1823 das Ordensgelübde ab. Er empfing 1827 die Diakonen- und am 13. Mai 1828 in Marseille durch den Bischof von Marseille, Eugen von Mazenod OMI, das Sakrament der Priesterweihe.
Mit der Gründung des Bistums Bytown am 25. Juni 1847 durch Papst Pius IX. wurde Joseph-Bruno Guigues zum Bischof von Bytown, dem heutigen Ottawa ernannt. Die Bischofsweihe spendete ihm am 30. Juli des darauffolgenden Jahres der Bischof von Kingston, Rémi Gaulin; Mitkonsekratoren waren der Bischof von Montréal, Ignace Bourget, und der Koadjutorbischof von Kingston, Patrick Phelan PSS.
Joseph-Bruno Guigues war als Konzilsvater Teilnehmer am Ersten Vatikanischen Konzil. Das Amt des Bischofs von Ottawa bekleidete er bis zu seinem Tod am 8. Februar 1874. Er wurde in der Krypta der Kathedralbasilika Notre Dame beigesetzt.